# Fino a tre (Turn Around)
Fino a tre (Turn Around) è un brano musicale scritto da Luca Napolitano in collaborazione con Antonello Garofalo e Nicolò Fragile ed interpretato dal cantautore italiano Luca Napolitano e la svizzera TinkaBelle. Il brano è stato estratto come primo singolo dal secondo album studio di Luca Napolitano, Fino a tre e dalla gold edition, Highway, di TinkaBelle.
La canzone ha un testo bilingue. Possiede infatti delle parti in italiano e delle parti in inglese ed è principalmente dedicata ad una storia d'amore piuttosto tormentata tra due ragazzi.
Il brano pubblicato dalla casa discografica Warner Music Italy, è in rotazione radiofonica dal 13 maggio 2010 ed in contemporanea disponibile per il download digitale.
Al momento è disponibile solo il backstage.
Il singolo ha raggiunto la posizione numero 58 dei singoli più venduti in Svizzera.

## Tracce
Download digitale
1. Fino a tre (Turn Around) - 3:27

## Classifiche
| Classifica | Posizione più alta |
| ---------- | ------------------ |
| Italia     | 46                 |
| Svizzera   | 58                 |